# Швидка інтенсифікація
У метеорології швидка інтенсифікація - це ситуація, коли тропічний циклон різко посилюється за короткий проміжок часу. Національний центр спостереження за ураганами у Сполучених Штатів визначає швидке посилення як посилення максимальної тривалості вітру тропічного циклону принаймні на 30 вузлів (35 миль/год; 55 км/год) протягом 24-годинного періоду.

Інфрачервоний супутниковий знімок тайфуну "Марія " в липні 2018 року, коли він зазнав швидкого посилення

## Необхідні умови

### Зовнішній
Щоб відбулася швидка інтенсифікація, необхідно виконати кілька умов. Температура води має бути надзвичайно теплою (близько або вище 30 °C, 86 °F), і вода такої температури має бути достатньо глибокою, щоб хвилі не збивали більш прохолодну воду на поверхню. Зсув вітру повинен бути невеликим; коли зсув вітру великий, конвекція і циркуляція в циклоні будуть порушені. Сухе повітря також може обмежити посилення тропічних циклонів.

### Внутрішні
Зазвичай антициклон у верхніх шарах тропосфери над штормом також повинен бути присутнім — для розвитку надзвичайно низького поверхневого тиску. Це пов’язано з тим, що повітря повинно стікатися до низького тиску на поверхні, що потім змушує повітря дуже швидко підніматися вгору в очній стінці шторму, і через збереження маси вимагає розходження вітру у верхній частині тропосфери. Цьому процесу сприяє антициклон верхнього рівня, який допомагає ефективно направляти це повітря від циклону. Гарячі башти були причетні до швидкої інтенсифікації тропічного циклону, хоча діагностично вони спостерігали різні впливи на басейни.

## Попередня номенклатура та визначення
Раніше Національний центр спостереження за ураганами Сполучених Штатів визначив швидке поглиблення тропічного циклону, коли мінімальний центральний тиск знизився на 42 мілібари (1,240 дюйма рт. ст.) протягом 24 годин.  Наразі це визначається як посилення максимального стійкого вітру тропічного циклону щонайменше на 30 вузлів (35 миль/год; 55 км/год) протягом 24-годинного періоду. Однак останні дослідження показують, що середній тиск на рівні моря є кращим прогнозом шкоди від ураганів, які обрушуються на континентальну частину Сполучених Штатів.